# Hendrik Botterweg
Hendrik Botterweg (Zwolle, 8 november 1888 - Sint-Michielsgestel, 30 oktober 1942) was een Nederlands antirevolutionair politicus in Utrecht en twee jaar in de Tweede Kamer en directeur van een papierwarenfabriek.
Hendrik Botterweg was de zoon van de schilder Johannes Botterweg en Elisabeth Tenthof. Na het afronden van de lagere school in Zwolle ging hij naar de middelbare handelsopleiding aldaar. Hij trouwde in 1916 te Zwolle met Berendina van der Sluis. Hij was enige tijd werkzaam bij een drukkerij en de buitenland-afdeling van een kwekerij, waarna hij directeur werd van een papierwarenfabriek in Utrecht (vanaf 1914). Van maart 1924 tot mei 1942 was hij gemeenteraadslid in Utrecht, waarvan ook wethouder van bedrijven vanaf 1927. Van 1932 tot 1941 was hij hiernaast ook nog lid van de Provinciale Staten van Utrecht. Vanaf 1938 was hij lid van een adviescommissie van de Hoge Raad van Arbeid.
In 1937 kwam hij tussentijds in de Tweede Kamer der Staten-Generaal voor de fractie van de Anti-Revolutionaire Partij, en hield hij zich voornamelijk bezig met volksgezondheid, middenstandszaken en onderwijs. Ook was hij woordvoerder bij de ontwerp-Electriciteitswet. In 1939 stond hij zijn zetel weer af aan de afgetreden minister Jacob Adriaan de Wilde. In 1941 werd hij geïnterneerd door de Duitse bezetter. Eerst enkele maanden in het politieke doorgangskamp Schoorl, daarna in Kamp Buchenwald, Kamp Haaren en uiteindelijk Kamp Sint-Michielsgestel. Hij overleed daar in 1942 tijdens transport van kleinseminarie Beekvliet naar Grote Ruwenberg, die gezamenlijk deel uitmaakten van het Kamp Sint-Michielsgestel.

## Trivia
Op 5 juli 1940 is hij betrokken bij een auto-ongeluk. Op de weg van Den Haag naar Utrecht raakt de auto waar hij in zit bij Gouda op een door regen gladde weg, in de slip. De auto raakt van de weg en slaat over de kop. Hendrik breekt enkele ribben en hij wordt opgenomen in het Itterson ziekenhuis in Gouda. Op 22 augustus 1940 is hij weer beter en hervat hij zijn werk als wethouder en neemt hij weer deel aan de Utrechtse raadsvergadering.
Op dinsdagmiddag 3 november 1942 is hij onder grote belangstelling begraven op Soesterberg. Onder andere oud-burgemeester J.P. Fockema-Andreae, gemeente-secretraris J. de Lange en verscheiden oud-wethouders en oud-leden van de gemeenteraad betuigen Hendrik de laatste eer. De Utrechtse wijkpredikant D. Zwart verzorgde de begrafenis.
- Biografisch Portaal: 24968213
- International Standard Name Identifier: 0000 0003 9160 0978
- Nederlandse Thesaurus van Auteursnamen: 152768181
- Parlement.com: vg09lkym8equ
- Virtual International Authority File: 285421955
- WorldCat: E39PBJrgGgvDgmWGJ6cdvc4Qbd